# Aliança Austro-Sérvia de 1881
Aliança Austro-Sérvia de 1881 foi uma aliança política secreta assinada em 28 de junho de 1881 entre a Áustria-Hungria e o Principado da Sérvia. Isso resultou na associação efetiva da Sérvia com a Áustria-Hungria e na vindoura Tríplice Aliança. Os Bálcãs estavam divididos em esferas de influência, onde a Áustria assumiu a parte ocidental (incluindo a Sérvia) e a Rússia a parte oriental (incluindo a Bulgária). O tratado surgiu após a convenção ferroviária de 6 de abril de 1881 para a construção da seção Belgrado-Niche da ferrovia Viena-Constantinopla e do Tratado do Comércio de 6 de maio de 1881 que fez a Áustria-Hungria praticamente o único mercado para os produtos agrícolas originários da Sérvia e, desse modo, dominante. A Sérvia não teve outra escolha a não ser aceitar a Áustria como seu patrono quando a Rússia tornou-se protetora da Bulgária. A Áustria-Hungria apoiou o estabelecimento da dinastia Obrenović e os interesses da parte sul da Sérvia, em troca da suspensão sérvia dos interesses em territórios austro-húngaros (Bósnia e Herzegovina e Sanjaco de Novi Pazar), o impedimento a todas as forças armadas de cruzar seu território e a utilização partilhada das suas instalações em tempos de guerra.